# Guldfisken
Guldfisken (Dorado), undertiden kaldet Sværdfisken, er et stjernebillede på den sydlige himmelkugle.